# De helleschuit
De helleschuit (Frans: Le vaisseau de l'enfer) is het 16e album uit de Belgische stripreeks Roodbaard van Jean-Michel Charlier en Victor Hubinon. Het stripalbum werd in 1974 uitgebracht.

## Het verhaal
De verrader Orfano Ruggieri heeft de Zwarte Valk naar Algiers gelokt waar Erik en Roodbaard denken Caroline de Murators vrij te kunnen kopen die door de Moorse piraten is ontvoerd. Wanneer Erik de dey van Algiers in zijn kasba bezoekt wordt hij gevangengenomen. Roodbaard dreigt Algiers in puin te schieten als men Erik niet laat gaan. Als waarschuwing schiet hij tot ontzetting van de Moren met zijn gigantische Luikse kanonnen "Gog en Magog" de minaret van de paleiselijke moskee kapot. De Moren besluiten daarop met een vloot van kaïks de Zwarte Valk te enteren. Maar Roodbaards nieuwe schip blijkt een formidabele vechtmachine te zijn: op draaibare affuiten gemonteerde aaneengeschakelde musketten en kanonnen met schroot vuren hun dodelijke lading af. Honderden piraten worden gedood, maar nog blijven ze komen. Daarop besluit Roodbaard zijn ultieme wapen te gebruiken: buizen langs de ra's spuiten een dodelijke lading Grieks vuur op de ongelukkige piraten. En ondertussen blijven de grote kanonnen Algiers bestoken.
Met de hulp van zijn zuster Aïcha, die daarvoor door de Moren wordt vermoord, heeft Baba Erik kunnen bevrijden en terwijl de stad brandt vaart de Zwarte Valk de haven van Algiers uit. De drie achtervolgende feloeken worden met vanuit de Zwarte Valk neergelaten zeemijnen onschadelijk gebracht. Baba heeft van Aïcha gehoord dat Caroline de Murators door de Dey van Algiers aan de Sultan in Istanboel is geschonken. Ze wordt vervoerd in de dromon Bahadour een groot vrachtschip dat elk jaar de geschenken voor de Sultan in de Ottomaanse steden ophaalt. Nadat de voorraad munitie en Grieks vuur in Valletta is aangevuld, zeilt de Zwarte Valk naar de monding van de Dardanellen om de Bahadour op te wachten.

## Albums
De avonturen van Roodbaard in het Ottomaanse Rijk werden niet helemaal in chronologische volgorde uitgegeven. De vier albums zijn:
- 14. 1973 - De strijd met de Berbers (Khaïr le Maure)
- 15. 1973 - De gevangene (La captive des Maures)
- 16. 1974 - De helleschuit (Le vaisseau de l'enfer)
- 19. 1979 - Het hellevuur (Raid sur la corne d'or)